# Tangs
TANGS is een warenhuis aan Orchard Road in Singapore en is eigendom van C.K. Tang Limited. De winkel is een belangrijke winkelbestemming in de stad. Het bedrijf werd in 1932 opgericht door Tang Choon Keng. 

## Geschiedenis

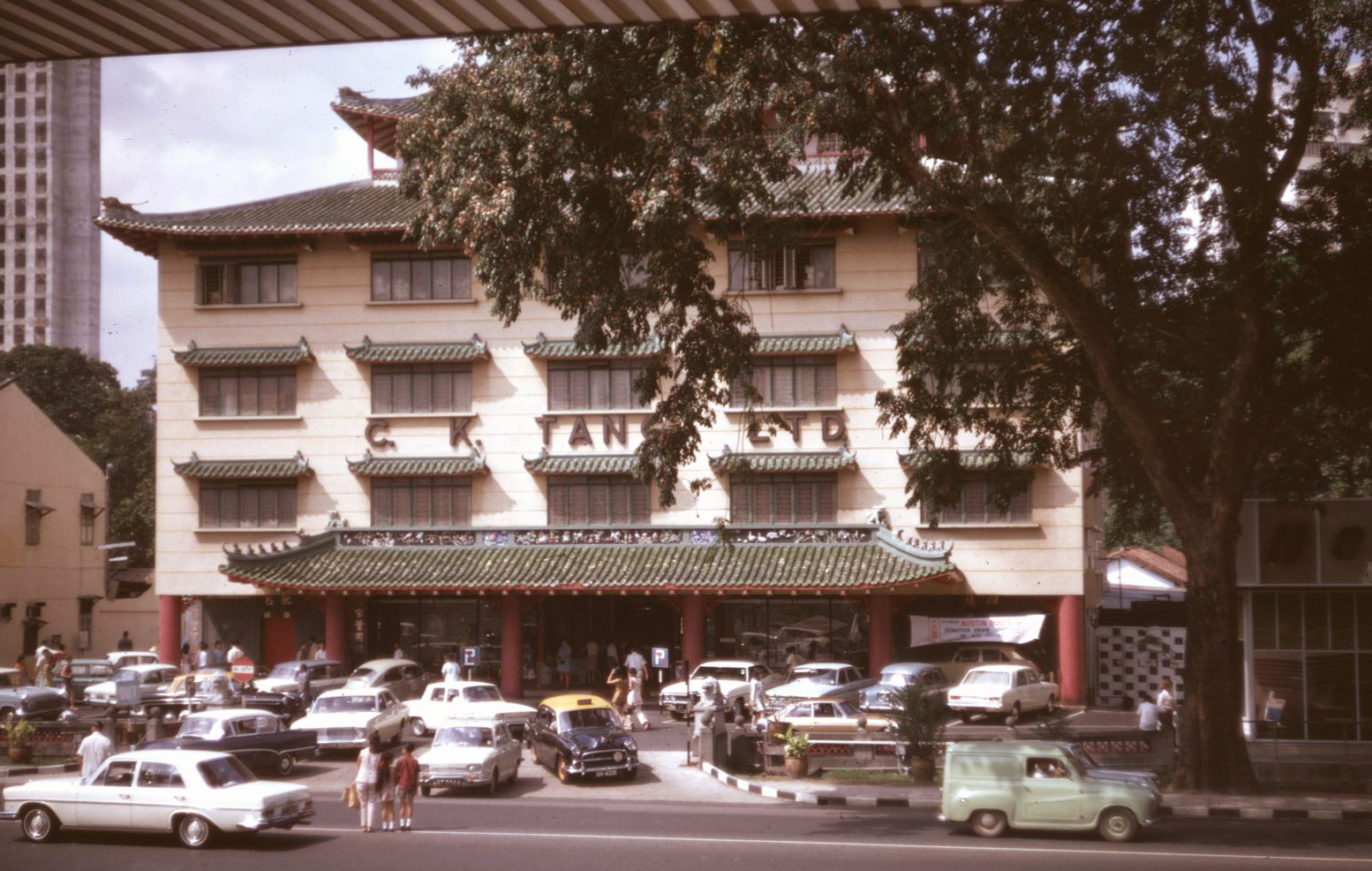
De winkel rond 1970

C.K. Tang, de oprichter, emigreerde vanuit China en begon in 1932 zijn bedrijf in een provisorische winkel aan River Valley Road. In de jaren vijftig kocht hij land aan Orchard Road nadat hij had gemerkt dat expats uit de omgeving van Holland Village via deze weg naar het stadscentrum kwamen.
Toen Tang het land kocht, lag het tegenover een Chinese begraafplaats. Volgens culturele gebruiken zou die begraafplaats ongeluk brengen.
TANGS leverde een belangrijke bijdrage aan het in gang zetten van de transformatie van het gebied tot Singapore's beroemdste winkelgebied. In 1982 kocht C.K. Tang het aangrenzende Tang Plaza, waar het Singapore Marriott Hotel is gevestigd.
Eind jaren 1980 en begin jaren 1990 nam een van de zonen van Tang, Tang Wee Sung, de leiding over de winkel over. Na de dood van zijn vader in 2000 werd hij voorzitter van het bedrijf. Zijn benoeming leidde tot veranderingen in het bedrijfsbeleid. Zo mocht de winkel op zondag openblijven en werden er marketingstrategieën geïntroduceerd om de keuze van de consumenten te vergroten.
In 2012 kondigde TANGS een transformatieplan van S$ 45 miljoen aan voor de komende drie jaar voor zijn vlaggenschipwinkel aan de Orchard Road. 

## Architectuur

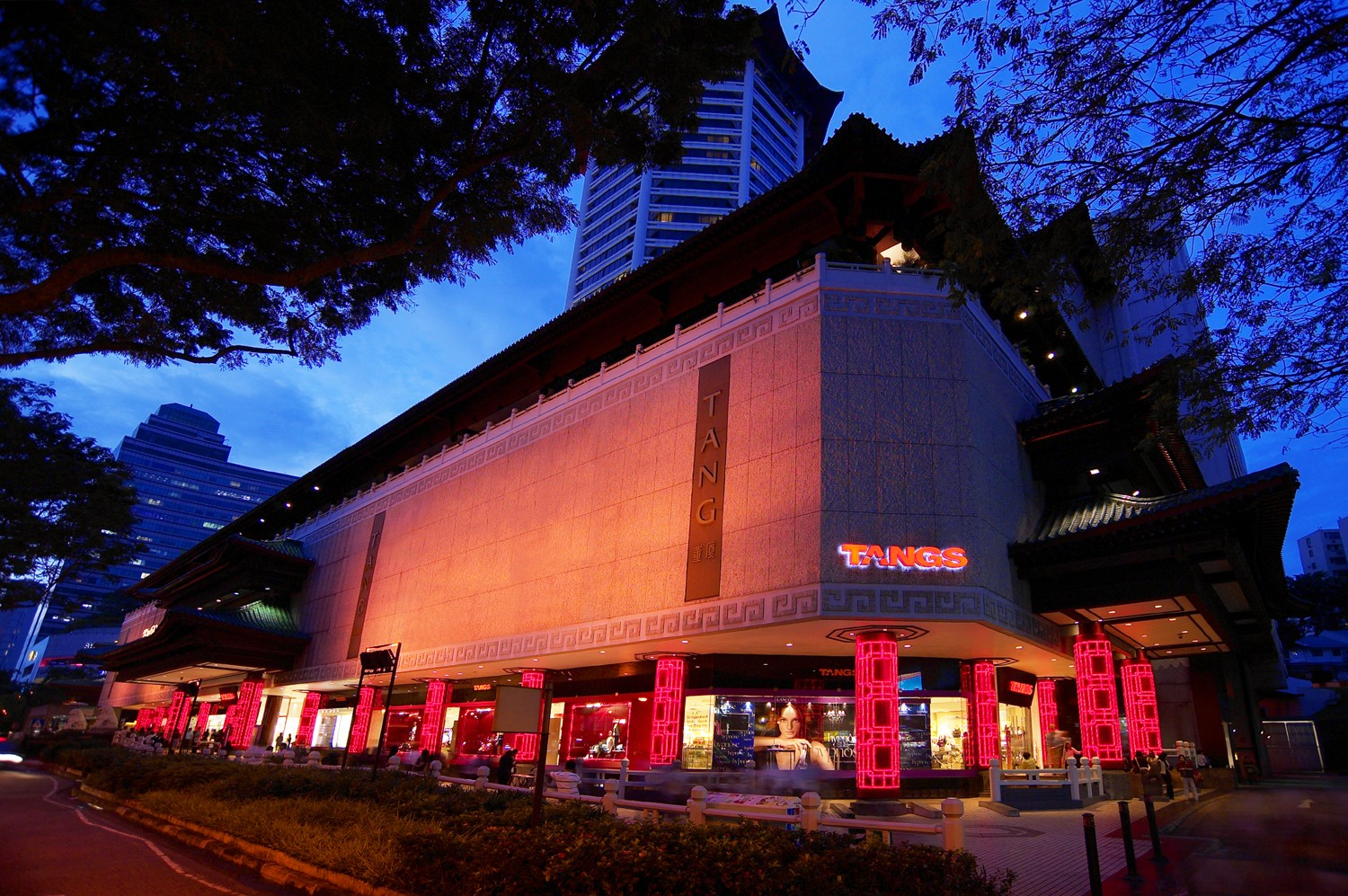
TANGS bij nacht (2007)

De vorm van het gebouw is beïnvloed door de traditionele Chinese cultuur en architectuur, en is gebaseerd op de paleizen in de Verboden Stad. Het kleurenschema van het gebouw is geïnspireerd op een traditioneel keizerlijk paleis. De groene dakpannen symboliseren groei en welvaart, de gele gevel symboliseert de kleur van het koningschap en de rode zuilen staan voor geluk.
Het ontwerp is gebaseerd op het Chinese geloof in 'feng-shui', een traditioneel Chinees filosofisch systeem, dat prominent aanwezig is in de achthoekige decoraties die overal in het gebouw terug te vinden zijn. De achthoekige vorm is gunstig omdat het getal '8', uitgesproken als 'fa' in het Chinese dialect, welvaart betekent. Naast de visueel opvallende achthoekige dakvorm van de toren, zijn er nog diverse andere voorbeelden van achthoekige ontwerpen in het gebouw te vinden. Voorbeelden hiervan zijn de vloertegels, de decoraties aan de voet van de kolommen en het plafond en de balustrades.
Andere kenmerken zijn onder meer het kenmerkende 'artisjokblad'- of 'xie-shan'-dak, dat is ontworpen om regen te weren en windcirculatie in de constructie mogelijk te maken. De nokken van de daken zijn versierd met figuren van miniatuurmythologische wezens, die in de Chinese cultuur symbool staan voor ontzagwekkendheid. Ook de stenen beelden van leeuwen aan de voorkant zijn afgebeeld.
Vóór de transformatie in 2012 had TANGS een oppervlakted van 15.000 m² en had vijf verkoopverdiepingen. Het gebouw was ontworpen door het in New York gevestigde Hambrecht Terrell International, dat bekend is om zijn samenwerking met Saks Fifth Avenue en Macy's.

## Uitbreiding

### VivoCity

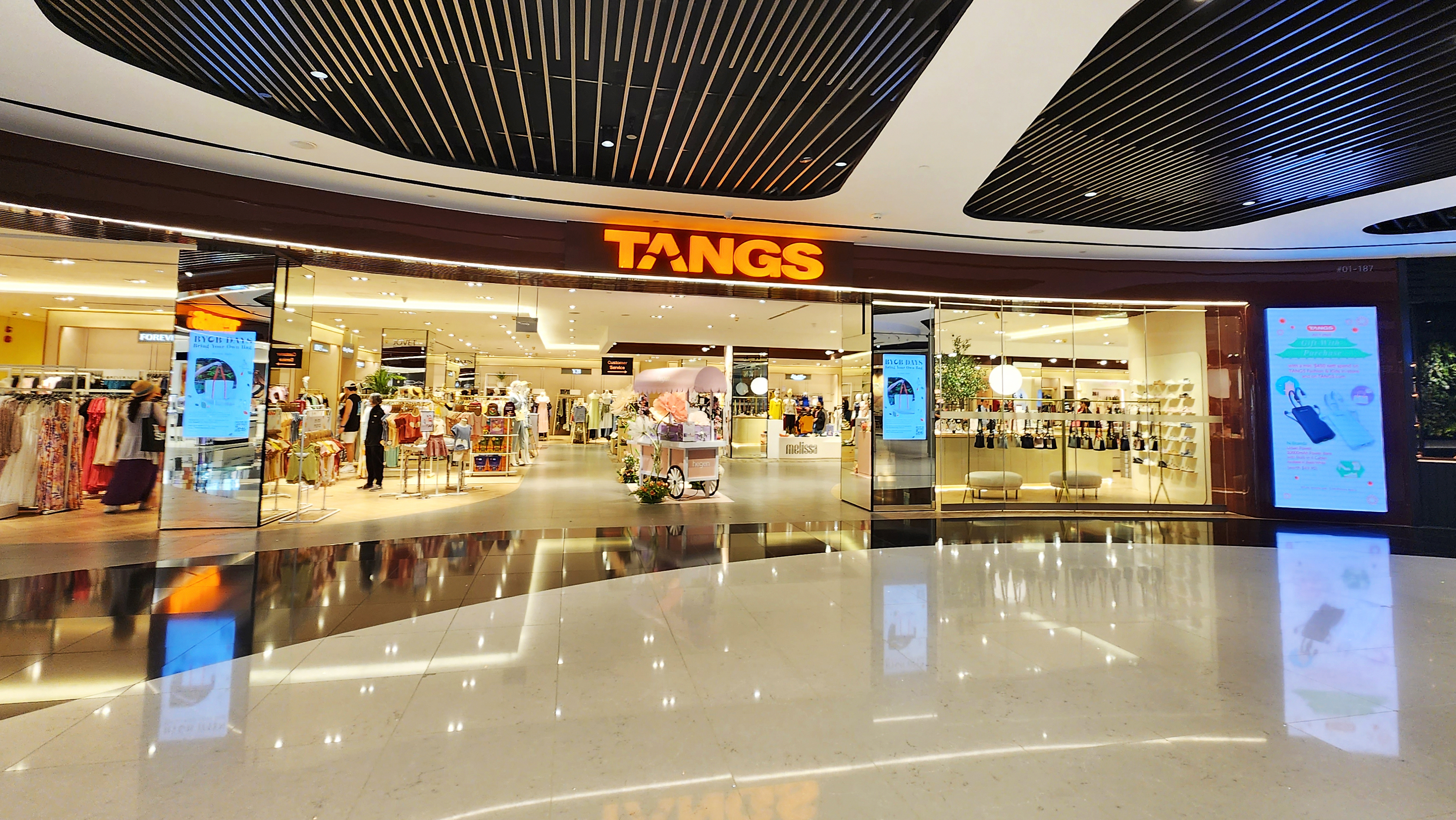
TANGS in winkelcentrum VivoCity (juni 2023)

In 2006 opende TANGS als hoofdhuurder in het winkelcentrum VivoCity. TANGS VivoCity beslaat ongeveer 7.900 m² winkelruimte. De ruimte werd in oktober 2022 gerenoveerd en in juni 2023 heropend.

### Maleisië
Tangs markeerde zijn terugkeer naar de Maleisische markt met een winkel in het Pavilion KL in 2007. De winkel verhuisde nadien naar het winkelcentrum 1 Utama. Daarna volgden nieuwe vestigingen in Subang Jaya (in het Empire Subang), Genting Highlands (in het First World Plaza) en Malakka. In 2020 trok Tangs zich opnieuw terug uit Maleisië, waarbij de vestigingen in Subang Jaya en Genting Highlands worden omgedoopt tot Galeries Voir en de vestiging in Malakka werd omgedoopt tot Best Value Outlet. De vestiging in het 1 Utama wordt gesloten.